# جزیره کومودو
کومودو، واقع در بین جزیره‌های سومباوا در غرب و فلورس در شرق، یکی از ۱۷٬۵۰۸ جزیره‌ای است که اندونزی را تشکیل می‌دهد. مساحت این جزیره ۳۹۰ کیلومتر مربع است و بیش از ۲۰۰۰ نفر سکنه دارد. ساکنین این جزیره از نوادگان محکومینی هستند که در گذشته به این مکان تبعیدشده و با بوگی‌های سولاوسی آمیزش کردند. جمعیت جزیرهٔ کومودو بیشتر مسلمانند اما اقلیت‌های مسیحی و هندو نیز در بینشان وجود دارد.
کومودو درعین حال بخشی از مجمع‌الجزایر سوندای کوچک است و قسمتی از پارک ملی کومودو را تشکیل می‌دهد و از نظر اجرایی، بخشی از استان نوسا تنگارای شرقی است. قابل توجه‌ترین موجود در این جزیره  اژدهای کومودو است، بزرگترین مارمولک زندهٔ جهان که بومی این جزیره بوده و نامش نیز برگرفته از نام جزیرهٔ کومودو است. همچنین این جزیره مکانی جذاب برای غواصی است.

## تاریخچه
گسترش شایعات اولیه مبنی بر وجود اژدهایی در این ناحیه  سبب شد تا توجه مردم به‌طور قابل توجهی به این  منطقه جلب شود. با این حال کسی برای بررسی درستی این موضوع به جزیره نرفت تا آنکه در دههٔ ۱۹۱۰، داستان‌های ملوانان هلندی مستقر در فلورس دربارهٔ مشاهدهٔ جانوری مرموز، توجه رسمی به این موضوع را سبب گردید. به‌گفتهٔ آنان این موجود که در یکی از جزیره‌های کوچک مجمع‌الجزایر سوندای کوچک می‌زیست، «اژدها»یی بود به‌دارازای ۷ متر با بدنی بزرگ و دهانی که از آن آتش خارج می‌شد.
وجود چنین گزارش‌هایی  سبب‌شد تا ستوان استیان فان هنسبروک، مقدمات سفر به جزیره کومودو را فراهم کند. او خود را مسلح ساخت و همراه با گروهی از سربازان وارد جزیره شد. پس از چند روز او یکی از این جانوران مرموز را کشت. او سپس جسد آن را با خود به قرارگاه آورد تا مورد آزمایش قرار گیرد. جانور کشته‌شده طولی درحدود ۱٬۲ متر داشت و از نظر ظاهری به مارمولک شبیه بود. پس از آن دو جانور ۳ متری دیگر از این گونه نیز شکار شد. تحقیقات انجام‌گرفته نشان داد که این موجود آتش‌انداز نیست، بلکه نوعی بزمجه است. نتایج پژوهش‌ها در ۱۹۱۲ به چاپ رسید و پیتر اوونس، مسئول تحقیقات، آنرا Varanus komodoensis یا اژدهای کومودو نامید.
اژدهای کومودو پس از چندی به یک افسانهٔ زنده بدل شد و سفرهای تحقیقاتی بسیاری در طول دهه‌های پس از کشف آن به جزیرهٔ کومودو برای مطالعه بر روی این جانور صورت گرفته‌است.

## ساحل صورتی
جزیره کومودو یکی از تنها ۷ مکانی در جهان است که  ساحلی با ماسه‌های صورتی‌رنگ دارد.  این ماسه‌ها ترکیبی از ماسه‌های  سفیدرنگ و  سرخ‌رنگ حاصل از تکه‌های روزن‌داران است  و به‌همین دلیل صورتی به‌نظر می‌رسند.

## نگارخانه

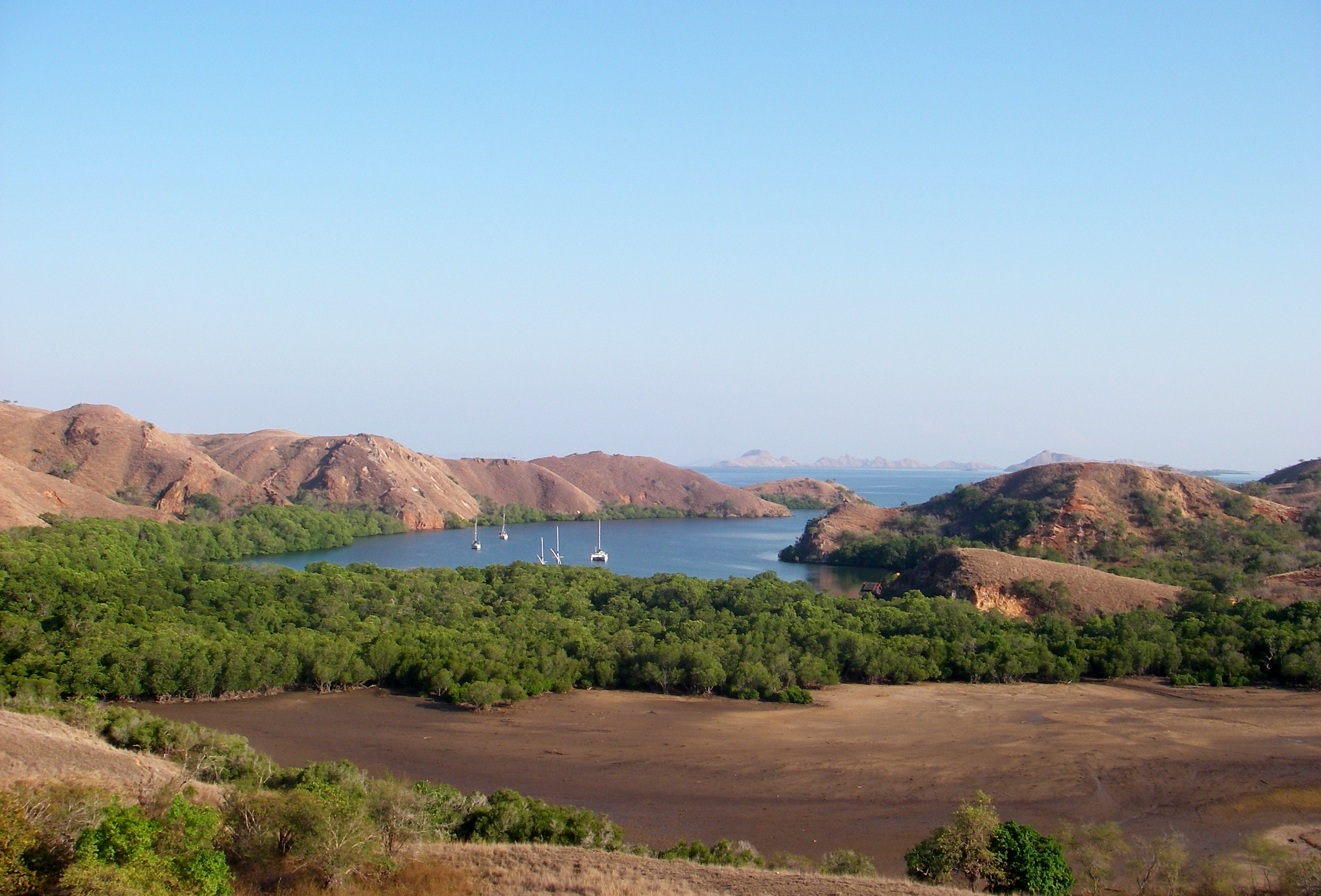
نمایی از جزیرهٔ کومودو در سال ۲۰۰۹
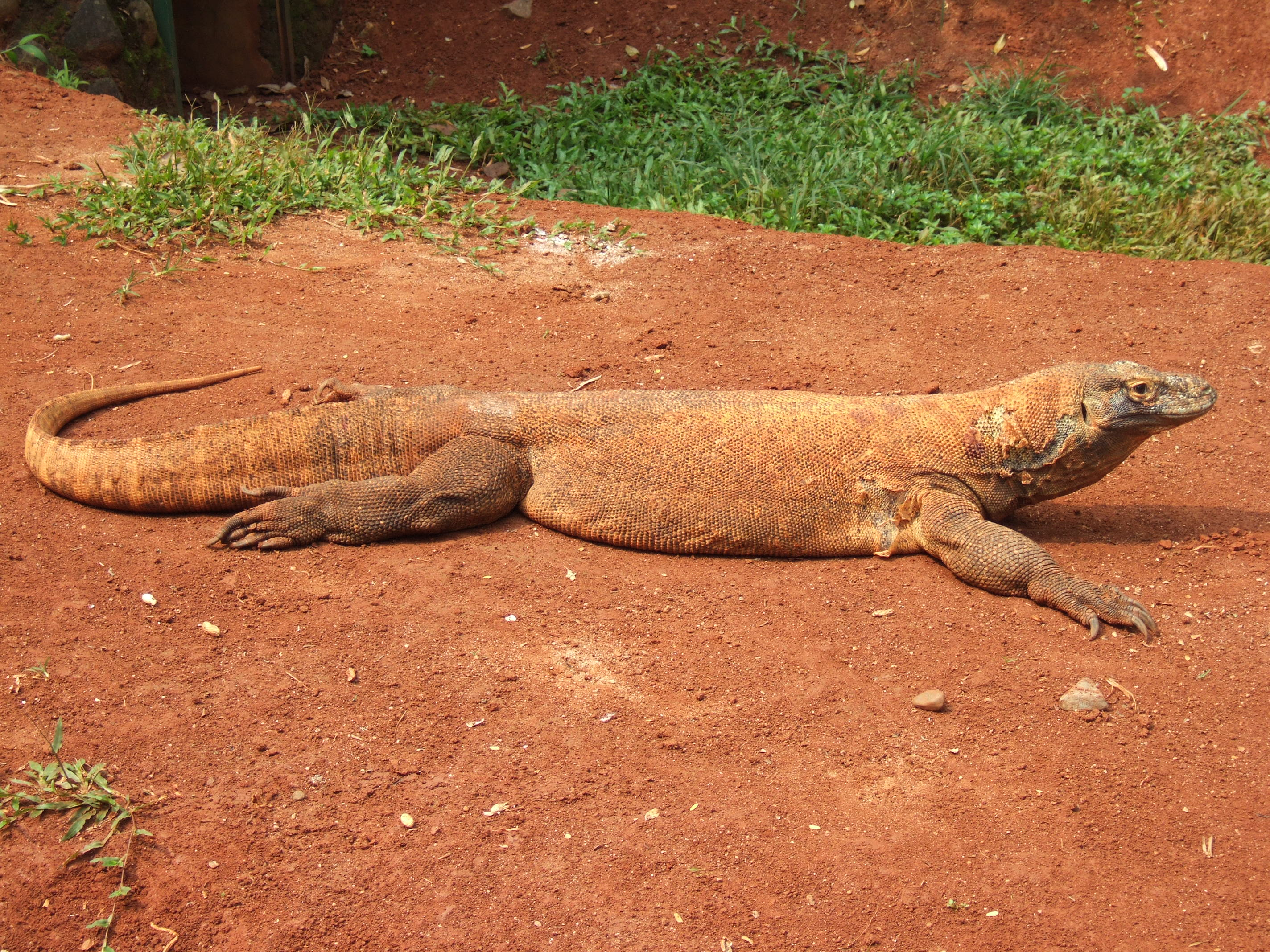
اژدهای کومودو